# Halbmond-Ameisenpitta
Der Halbmond-Ameisenpitta (Grallaricula lineifrons) ist eine Vogelart aus der Familie der Ameisenpittas (Grallaridae). Er ist ein Bewohner feuchter Bergwälder im Nordwesten Südamerikas, wo er Jagd auf unterschiedliche Insekten macht. Obwohl die Art bereits Mitte der 1920er-Jahre anhand eines toten Exemplars beschrieben worden war, konnten lebende Individuen erst mehr als 50 Jahre später erstmals beobachtet werden. Bis zur ersten Beschreibung eines Nestes vergingen weitere 40 Jahre. Der Fortbestand des Halbmond-Ameisenpittas wird potenziell durch die Zerstörung seines Lebensraums bedroht, dennoch gilt die Art derzeit als nicht konkret gefährdet.

## Merkmale

### Körperbau und Aussehen
Wie alle Vertreter seiner Familie ist auch der Halbmond-Ameisenpitta ein eher kleiner Vogel, mit einem rundlich wirkenden Körperbau. Dieser Eindruck entsteht vor allem durch den sehr kurzen Schwanz und die abgerundete Kopfform mit einem kurzen, schwarzen Schnabel und wird durch die kurzen, breiten Flügel verstärkt. Die Beine sind hingegen sehr lang und dünn und setzen recht weit hinten am Körper an. Die Füße sind verhältnismäßig groß und weisen lange Zehenglieder auf. Ausgewachsene Exemplare erreichen eine Größe zwischen 11,5 und 12 cm. Männchen werden dabei meist etwas schwerer, ihr festgestelltes Gewicht liegt zwischen 20,5 und 22,5 g. Gewogene Weibchen lagen hingegen bei 20 bis 22 g. Darüber hinaus besteht bei der Art jedoch kein sichtbarer Sexualdimorphismus. Halbmond-Ameisenpittas gehören zu den am auffälligsten gefärbten Mitgliedern ihrer Familie, deren Vertreter ansonsten zu eher dezenten Farbgebungen neigen. Am Rücken zeigt sich ein noch recht typisches, bräunliches Olivgrün, die Oberseite der Flügel und der Schwanz sind ähnlich, allerdings allgemein etwas dunkler und mehr ins Bräunliche gehend gefärbt. Die Handschwingen und größeren Handdecken sowie der Daumenfittich sind gelblich-cremefarben gesäumt. Kopf und Nacken zeigen ein dunkles rußiges Grau, das an der Stirn, den Ohrdecken, unterhalb sowie unmittelbar vor den Augen in ein reines Schwarz übergeht. Kontrastierend dazu verläuft ein breiter, halbmondförmiger Streifen in weiß vertikal über die Zügel bis zur Haube, der der Art auch ihren Trivialnamen eingebracht hat. Ein weiterer, deutlich kleinerer weißer Bereich findet sich auch hinter dem Auge, dessen Iris in einem dunklen Braun gefärbt ist. An den Seiten des Halses finden sich auffällige, ockergelbe Flecken. Die gleiche Färbung findet sich auch am hinteren Teil des breiten Wangenstreifs, geht dort jedoch nach vorne hin zunehmend in Weißtöne über. Die Mitte des Kinns und der obere Teil der Kehle sind weiß und von zwei schwarzen Streifen umgeben, wodurch von vorn der Eindruck eines umgedrehten, schwarzen Vs entsteht. Die Grundfärbung der Unterseite zeigt größtenteils ein helles Weiß, das jedoch in Richtung der Flanken sowie im oberen Brust- und unteren Kehlbereich durch ein verwaschenes Ockergelb ersetzt wird. Die gesamte Unterseite ist von einem vertikal ausgerichteten Streifenmuster in schwarz durchzogen. Dieses Muster kann von Vogel zu Vogel unterschiedlich stark ausgeprägt sein, ist jedoch in der Regel im Bauchbereich schmaler als an der Brust.  Die Unterschwanzfedern sind Ockergelb. Seiten und Flanken entsprechen mit einer bräunlich-olivgrünen Grundfärbung eher der Oberseite, sind jedoch ebenfalls schwarz gestreift. Die Unterseite der Flügel ist größtenteils ebenso bräunlich-olivgrün, die Handschwingen sind auf dieser Seite weiß mit schwarzen oder dunkelgrauen Spitzen. Beine und Füße sind grau bis blaugrau gefärbt, wobei diese dunkle Färbung bei keinem anderen Ameisenpitta außer dem Halbmond-Ameisenpitta vorkommt.

### Jungvögel
Für das Jugendkleid der Art liegt bislang nur eine einzige Beschreibung aus dem Jahr 1994 vor, die anhand eines männlichen Exemplars aus dem Norden Ecuadors gemacht wurde. Die grundsätzliche Gefiederfärbung dieses Vogels entsprach schon weitestgehend dem der Adulten, jedoch fanden sich an der Haube und im Nacken noch flaumige, daunenähnliche Federn mit matter, rötlich-brauner Färbung. Auch die bräunlich-olivgrüne Färbung am Rücken und an der Oberseite der Flügel ist bei Jungvögeln offenbar noch mit rötlich-braunen Anteilen durchzogen. Die oberen Hand- und Armdecken sind darüber hinaus sehr schmal cremefarben gesäumt. Der Unterleib ist etwas heller und zeigt mehr cremefarbene Anteile als bei ausgewachsenen Vögeln.

## Habitat und Verhalten

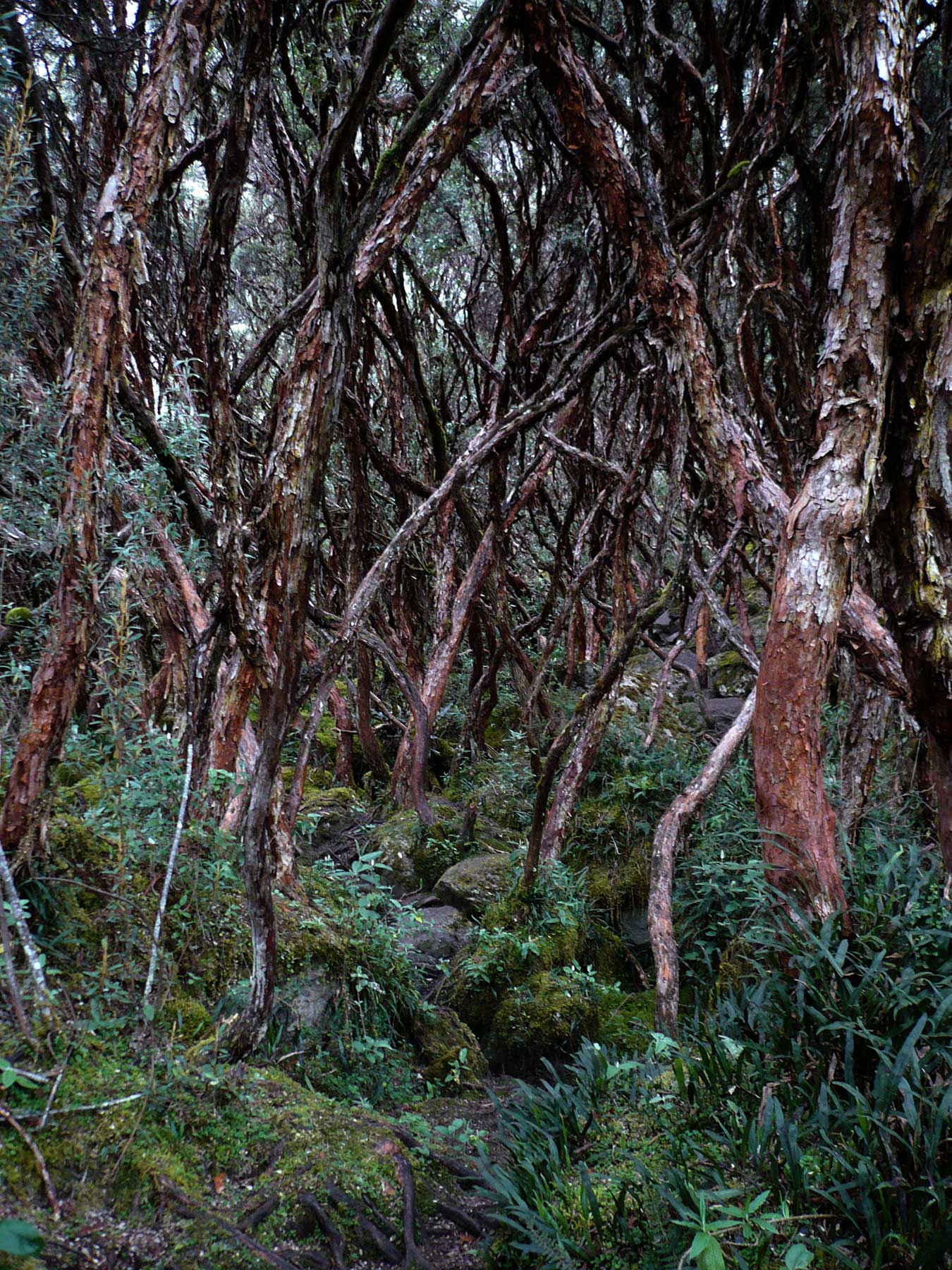
Feuchte, hochgelegene Polylepis-Wälder wie hier in Ecuadors Cajas-Nationalpark sind der bevorzugte Lebensraum des Halbmond-Ameisenpittas.

Halbmond-Ameisenpittas bewohnen feuchte Wolken- und Nebelwälder auf bestimmten Höhenlagen der Anden, wobei sie Wälder mit nicht besonders dichtem Unterholz zu bevorzugen scheinen. Typisch für diese Waldformen sind Rosengewächse der Gattung Polylepis. Sichtungen werden jedoch mit gewisser Regelmäßigkeit auch aus verhältnismäßig dicht stehenden Bambus-Wäldern, dominiert von Arten der Gattung Chusquea, gemeldet. Hierbei verbringen die Vögel den Großteil ihres Lebens in den unteren Etagen des Waldes, sind jedoch fast nie am Erdboden zu sehen. Obwohl grundsätzlich flugfähig, bewegen sie sich fast ausschließlich über Äste und Stämme rennend und hüpfend fort und sind in der Lage, sich auch an sehr dünnen, vertikal wachsenden Zweigen festzuhalten. Die Vögel leben entweder solitär oder in Paaren, wobei wiederholte Sichtungen desselben Paares am selben Ort auf eine gewisse Territorialität hindeuten könnten. Schwärme bildet die Art offenbar weder untereinander noch mit anderen Arten. Ein für die Gattung typisches Verhalten ist ein fast bewegungsloses Verharren an derselben Stelle über längere Zeiträume, wobei lediglich eine langsame, rhythmische Drehbewegung des Rumpfes zu sehen ist. Die genaue Funktion dieses Verhaltens ist unklar. Auf Störungen reagieren die Vögel häufig mit einem schnellen, erregten Schlagen ihrer kurzen Flügel. Die Art ist ein Standvogel, der sich nicht an den saisonalen Vogelzügen beteiligt.

### Ernährung
Beutespektrum und Jagdverhalten des Halbmond-Ameisenpittas sind bislang kaum erforscht. Die untersuchten Mageninhalte einiger Vögel enthielten die Überreste kleiner Spinnen, ausgewachsene Käfer und deren Larven sowie weitere, nicht näher zu bestimmende Gliederfüßer. Es wird daher davon ausgegangen, dass es sich um mehr oder weniger reine Insektenfresser handelt. Einige Forscher berichten, dass beobachtete Exemplare gezielt nach von den Menschen aufgeschreckten Insekten zu suchen schienen. Dieses Verhalten deutet darauf hin, dass die Vögel bei der Nahrungssuche möglicherweise auch anderen großen Säugetieren, wie Brillenbären oder Tapiren, folgen könnten.

### Fortpflanzung
Das Fortpflanzungsverhalten der Art war lange fast gänzlich unbekannt, bis zu Beginn der 2010er-Jahre lag lediglich die oben erwähnte Beschreibung eines einzelnen Jungvogels vor. Viele Aspekte, wie etwa das Balzverhalten oder der Zeitraum der Brutzeit, sind auch weiterhin unbeschrieben. Durch den Vergleich mit verwandten Arten ist jedoch davon auszugehen, dass es weitestgehend monogame Vögel sind. Im Februar 2012 gelang Forschern erstmals die Entdeckung eines Nests des Halbmond-Ameisenpittas in einem Wald oberhalb der Ortschaft Papallacta im Nordosten Ecuadors auf einer Höhe von circa 3300 m. Dieses Nest befand sich in einer Höhe von etwa 3,6 m über dem Boden und war auf einem Knoten aus drei einzelnen, von einem Ast eines Polylepis-Baums herabhängenden Ranken angelegt worden. Auf diesem korbartigen Geflecht hatten die Vögel eine flache Basis von 13,5 bis 15 cm Durchmesser aus kurzen Stöcken, Blattstielen und Moosen angelegt, auf der schließlich das eigentliche Nest errichtet wurde. Es war eine circa 11 cm breite, tassenförmige Konstruktion mit etwa 5,5 cm hohen Rändern. Das Nest bestand aus denselben Materialien wie die Basis, war jedoch innen zusätzlich mit Wurzelfasern, Grasstängeln und weichen Pflanzenfasern ausgekleidet. Zum Zeitpunkt der Entdeckung war der Brutvorgang schon weit fortgeschritten, die Forscher schätzten, dass der einzelne Nestling nur noch wenige Tage bis zum Flüggewerden benötigen würde. Der Jungvogel war am ganzen Körper mit weichen, rostbraunen Daunen bedeckt, der Schnabel war schwarz, die Innenseite des Mundes auffällig orange gefärbt. Wiederum durch den Vergleich mit anderen Grallaricula-Arten ist anzunehmen, dass die Jungvögel nach dem Schlüpfen zunächst noch vollkommen nackt sind und sich das Daunenkleid erst nach der ersten Lebenswoche ausbildet, allerdings auch noch nach dem Flüggewerden für einige Zeit getragen wird. Um die Fütterung des Nestlings kümmerten sich beide Altvögel gleichermaßen, indem sie aus der unmittelbaren Umgebung permanent kleine Insekten herbeischafften. Dabei entfernten sie sich im beobachteten Zeitraum nie mehr als circa 30 m vom Nistplatz und verhielten sich auffallend still. Lediglich ein weiches, leises Pfeifgeräusch konnte gelegentlich während der Nahrungsübergabe oder beim Beutefang vernommen werden. Bei der Beobachtung dieses Nests fielen den Forschern außerdem zwei weitere Halbmond-Ameisenpittas auf, die kleine Mengen Baumaterials in ihren Schnäbeln transportierten und sich daher möglicherweise gerade in der Nestbauphase befanden. Der potenzielle Nistplatz konnte jedoch nicht gefunden werden. In den folgenden Jahren wurden im selben Gebiet zwei weitere, allerdings verlassene Nester entdeckt, die mit einiger Wahrscheinlichkeit dem Halbmond-Ameisenpitta zugeordnet werden können. In einem der beiden Nester fanden sich Überreste eines zerstörten Eis, dessen Schale eine blassgrüne bis grün-blaue Grundfarbe aufwies und mit unregelmäßigen braunen und zimtfarbenen Flecken und Tupfern gesprenkelt war.

### Lautäußerungen
Die am häufigsten gehörte und als Gesang interpretierte Lautäußerung der Art ist eine Abfolge von bis zu 20 kurzen Tönen, die zum Ende hin immer lauter und schriller werden. Sie sollen etwa wie pu-pu-pu-pe-pe-pee-pee-pi-pi-pi? klingen. Darüber hinaus ist ein möglicher Alarmruf bekannt, der sich eher wie ein hartes clip-clip-clip anhören soll und bei Störungen vorgetragen wird. Beide Geschlechter singen anscheinend gleichermaßen. Der Ruf der Jungvögel soll dem der Adulten sehr ähnlich sein, jedoch allgemein etwas tiefer und rauer klingen.

## Verbreitung und Gefährdung

Verbreitungsgebiet des Halbmond-Ameisenpittas

Der Halbmond-Ameisenpitta kommt endemisch in den nördlichen Regionen der Anden in Ecuador und Kolumbien vor. Sein Verbreitungsgebiet beschränkt sich dabei auf Höhenlagen zwischen 2900 und 3500 (Ecuador) beziehungsweise 3700 m (Kolumbien). Die dort besiedelten Bergwälder liegen jeweils knapp unterhalb der Baumgrenze und sind häufig durch steile Abhänge geprägt. Oberhalb der Baumgrenze scheint die Art hingegen nicht vorzukommen. War der Halbmond-Ameisenpitta in den ersten 50 Jahren nach seiner Entdeckung nur von einem einzigen Fundplatz im Nordosten Ecuadors bekannt, hat sich das bekannte Verbreitungsgebiet seit den 1970er-Jahren durch eine Reihe neuer Sichtungen deutlich vergrößert. Es reicht nun in etwa von Caldas in Zentralkolumbien bis nach Loja in Südecuador. Inwieweit es sich dabei allerdings um ein zusammenhängendes Areal handelt oder ob eher eine Reihe voneinander isolierter Gebiete vorliegt, ist bislang noch unklar. Die Ausdehnung des gesamten bekannten Verbreitungsgebiets beträgt etwas mehr als 8100 km², wovon nur etwa 1150 km² auf Ecuador entfallen. Höhere Populationsdichten scheint es jedoch in diesem Land zu geben, wo eine Anzahl von „Hotspots“ mit besonders vielen Exemplaren der Art gefunden wurden. Dazu zählen die Hänge der beiden Berge Cerro Mongus und Cerro Acanama, die Umgebung des Ortes Papallacta sowie die Region Guandera in der Provinz Carchi. Im Anschluss an die Erstbeschreibung im Jahr 1924 anhand eines weiblichen Exemplars aus Ecuador dauerte es bis 1976, bis erstmals lebende Individuen der Art, diesmal in Kolumbien, gefunden werden konnten. Damit einher ging auch die erstmalige Sichtung männlicher Vögel. Erst 1991 folgte auch die Wiederentdeckung in Ecuador. Wegen der recht spezifischen Anforderungen an sein Habitat gilt der Halbmond-Ameisenpitta als besonders anfällig für menschengemachte Veränderungen seines Lebensraums. Insbesondere ist hier die Abholzung der Polylepis-Bäume zur Gewinnung von Brennholz zu nennen, die in der Region oft die einzige verfügbare Brennholz-Quelle sind. Die Art bewohnt vor allem in Kolumbien mehrere Nationalparks und ähnliche Schutzgebiete, weshalb sie dort als besser geschützt gilt als im benachbarten Ecuador, wo Schutzbestimmungen oft nur schlecht kontrolliert werden. Nachdem aufgrund der Seltenheit von Sichtungen vorher nur vage Einschätzungen des Bedrohungsstatus möglich gewesen waren, stufte die IUCN die Art ab dem Jahr 2004 als near threatened („potenziell gefährdet“) ein. In der aktuellsten Beurteilung aus dem Jahr 2019 stuft die Organisation den Halbmond-Ameisenpitta allerdings erstmals auf die niedrigste Gefährdungsstufe least concern („nicht gefährdet“) herab und verweist dabei auf eine scheinbar stabil verlaufende Bestandsentwicklung.

## Systematik und Forschungsgeschichte
Die wissenschaftliche Erstbeschreibung des Halbmond-Ameisenpittas stammt aus dem Jahr 1924 und geht auf den amerikanischen Ornithologen Frank Michler Chapman zurück. Beim Holotyp handelt es sich um ein totes Exemplar, das im Jahr zuvor von einem Vogelsammler aus dem Norden Ecuadors mitgebracht worden war. Vor allem wegen des bemerkenswert hoch gelegenen Fundorts und der ungewöhnlichen Gefiederfärbung beschrieb Chapman eine neue Gattung für die Art und vergab ihr den wissenschaftlichen Namen Apocryptornis lineifrons. Chapman spekulierte in seiner Arbeit, dass die Art möglicherweise eine Übergangsform zwischen Ameisenpittas der Gattung Grallaria und Mückenfressern der Gattung Conopophaga sein könne. Das Artepitheton ist eine Zusammensetzung der beiden lateinischen Begriffe linea für „Linie“ und frons oder frontis für „Stirn“, „Braue“ und bezieht sich auf die Zeichnung des Gefieders im Gesichtsbereich der Vögel. James Lee Peters stellte die Art 1951 in die Gattung Grallaricula, was bis heute in der Fachliteratur trotz der Besonderheiten der Art allgemein akzeptiert ist. Welche anderen Arten dem Halbmond-Ameisenpitta am nächsten stehen, ist nicht abschließend geklärt. Der dänische Ornithologe Niels Krabbe nennt etwa den Graukappen-Ameisenpitta (G. nana) als nächsten Verwandten, während Graves et al. zumindest oberflächliche Ähnlichkeiten mit dem Schmuck- (G. peruviana), dem Ockerstirn- (G. ochraceifrons) sowie dem Schuppenameisenpitta (G. loricata) feststellen. Die Art gilt als monotypisch, geographische Variationen fehlen, soweit bekannt, ebenfalls.